# Đại Tàng Tỉnh (Nhật Bản)
Đại Tàng Tỉnh (大蔵省 Ōkura-shō) là một bộ trong Triều đình Nhật Bản thời phong kiến, chức năng tương đương Bộ Tài chính. Nó được thành lập trong cuộc Cải cách Taika theo hệ thống Luật lệnh trong thời kỳ Asuka và được chính thức hóa trong Thời kỳ Heian.
Đại Tàng Tỉnh có Đường danh là Đại phủ, Đại phủ tự Thiên quan, Ngoại quan và Hòa danh là Ōkura no Tsukasa.

## Nhìn chung
Tính chất của Đại Tàng Tỉnh thay đổi theo thời gian.

## Lịch sử
Nhiệm vụ và quyền hạn của Đại Tàng Tỉnh cũng thay đổi theo thời gian.

## Cấp bậc
- Đại Tàng khanh (大蔵卿 Ōkura-kyō?). Chức quan này coi sóc các khoản thu từ các tỉnh và việc đánh thuế lên các tỉnh khác.[2]
- Đại Tàng Đại phụ (大蔵大輔 Ōkura-taifu?).[2]
- Đại Tàng Thiếu phụ (大蔵少輔 Ōkura-shōfu?).[2]
- Đại Tàng thừa (大蔵丞 Ōkura-no-jō?), hai vị trí.[2]
- Đại Tàng lục (大蔵録 Ōkura-no-sakan?), hai vị trí.[2]
- Chức Bộ chính (織部正 Oribe-no-kami?).[2]
- Chức Bộ hữu (織部佑 Oribe-no-jō?).[2]
- Chức Bộ Lệnh sử (織部令史 Oribe-no-sakan?).[2]